# Líbia romana

A área do norte da África, conhecida como Líbia desde 1911, estava sob domínio romano entre 146 a.C. e 672 d.C. (mesmo que nesse meio tempo tenha sido tomada pelos vândalos em 430 e depois recapturada pelos bizantinos). O nome latino Líbia na época se referia à África em geral. O que hoje é a Líbia litorânea era conhecido como Tripolitânia e Pentápole, dividida entre a província da África, a oeste, e Creta e Cirenaica, a leste. Em 296, o imperador Diocleciano separou a administração de Creta da Cirenaica e nesta última formaram as novas províncias de "Alta Líbia" e "Baixa Líbia", usando o termo Líbia como uma entidade política separada pela primeira vez na história.